# Sân vận động Power Horse
Sân vận động Power Horse là một sân vận động đa năng ở Almería, Tây Ban Nha. Đây là sân nhà của UD Almería và có sức chứa cho 15.274 người.

## Lịch sử
Được khánh thành vào ngày 31 tháng 7 năm 2004 và được xây dựng ban đầu cho Thế vận hội Địa Trung Hải năm 2005, sân vận động này có giá khoảng 21 triệu euro do Ayuntamiento de Almería trả. Sau đó nó trở thành sân nhà của UD Almería, thay thế cho Sân vận động thành phố Juan Rojas, sân sau này được sử dụng cho đội dự bị.
Sân được mở rộng từ 15.000 lên 21.350 chỗ ngồi sau khi Almería thăng hạng lên La Liga. Kể từ năm 2012, câu lạc bộ sử dụng ghế phụ phía sau các khung thành để tránh sử dụng phần xa nhất của sân vận động. Với cấu hình này, sân vận động giảm xuống còn 15.274 chỗ ngồi. Vào tháng 8 năm 2021, Ayuntamiento de Almería đồng ý trao quyền vận hành sân vận động cho UD Almería trong thời hạn 25 năm.

## Truy cập
Nằm gần nhà ga xe lửa chính của thành phố hai km và xa trung tâm hơn một chút, mọi người có thể đến sân vận động thông qua nhà ga hoặc qua tuyến xe buýt số 7, mặc dù có thể đến bằng ô tô.

## Các trận đấu của đội tuyển quốc gia Tây Ban Nha
Vào ngày 9 tháng 2 năm 2005, sân vận động đã tổ chức trận thắng 5-0 của Tây Ban Nha trước San Marino ở vòng loại FIFA World Cup khu vực châu Âu.

## Thư viện

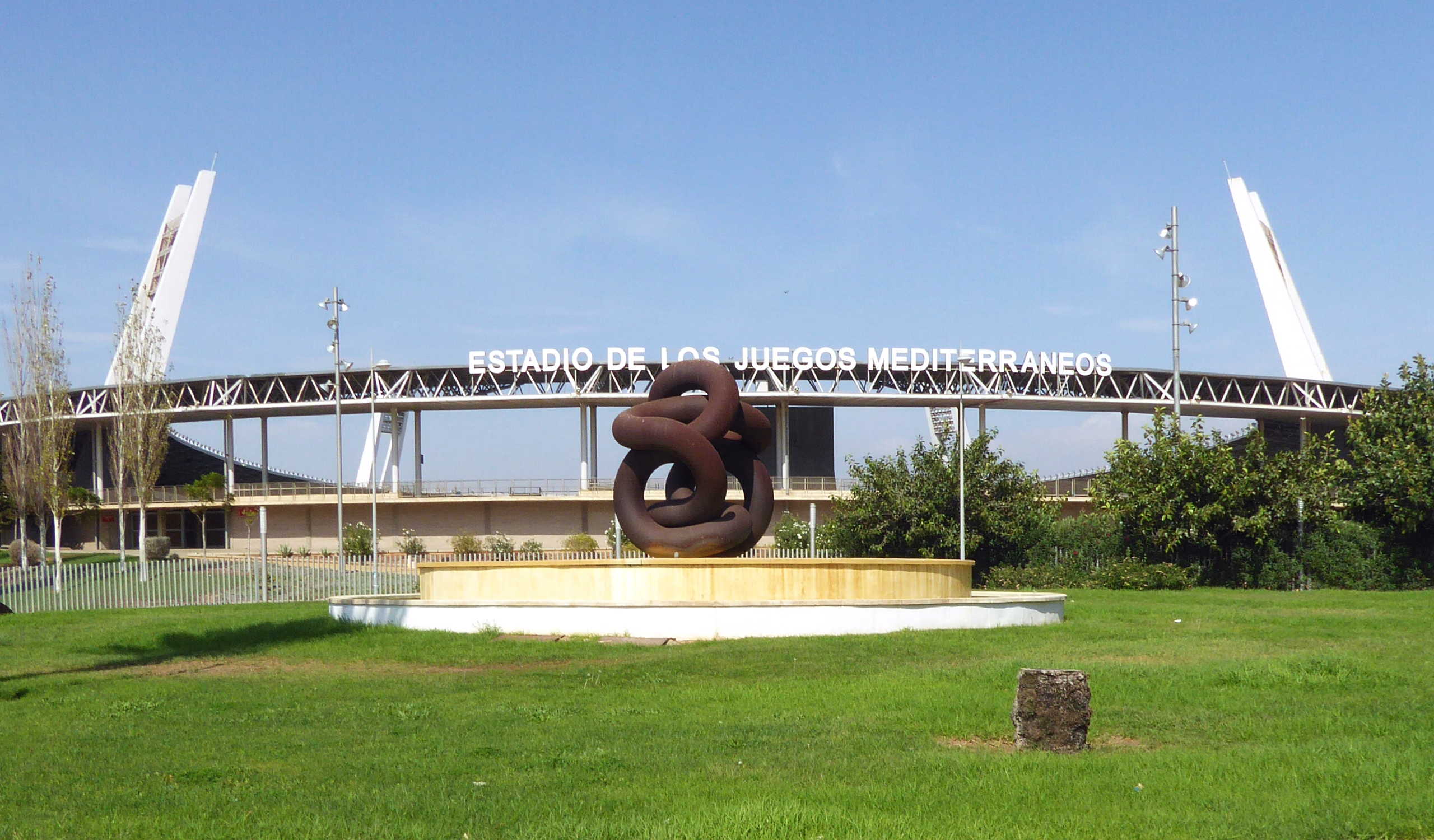
Sân vận động Đại hội Thể thao Địa Trung Hải
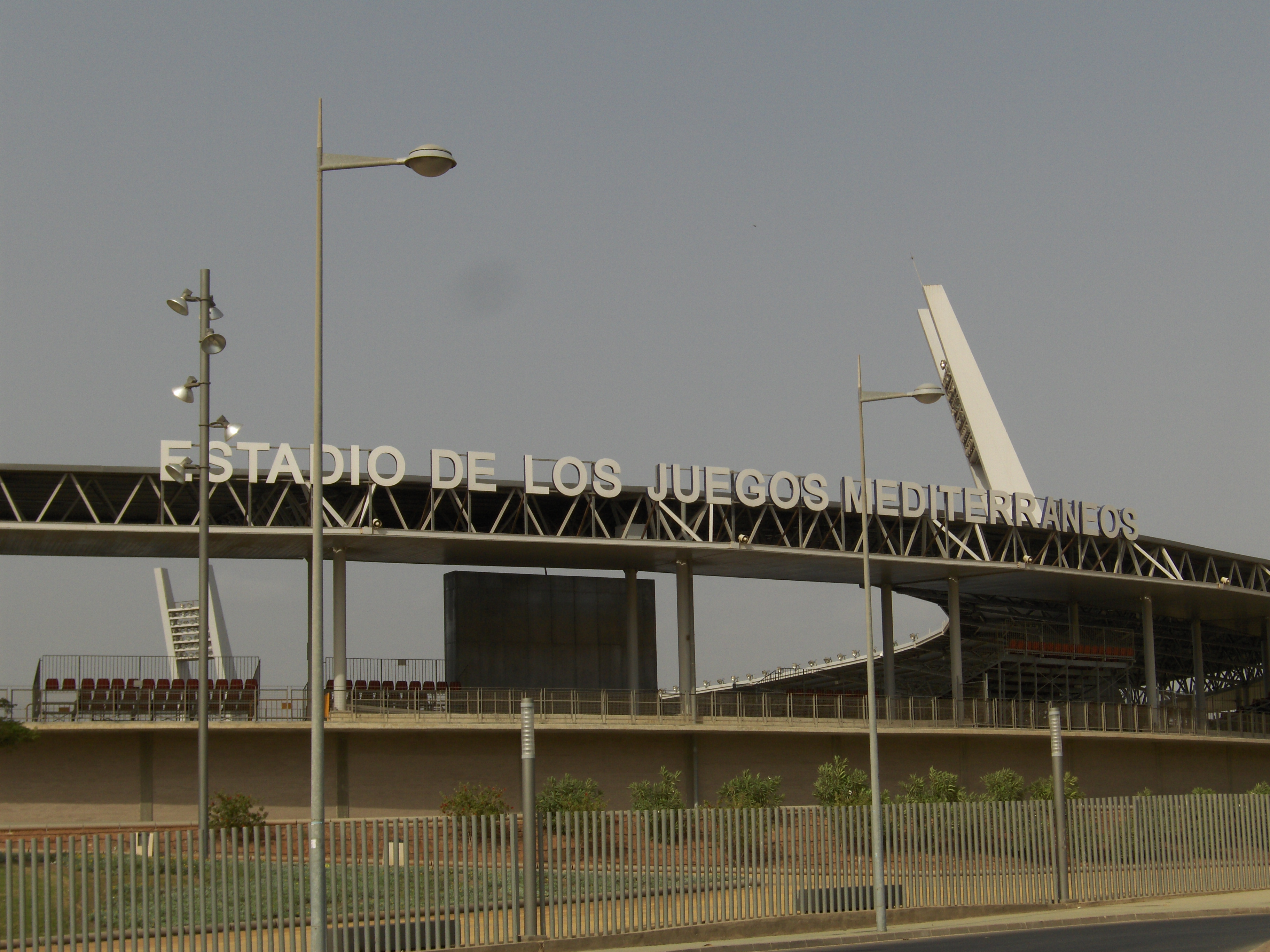
Góc nhìn rõ hơn
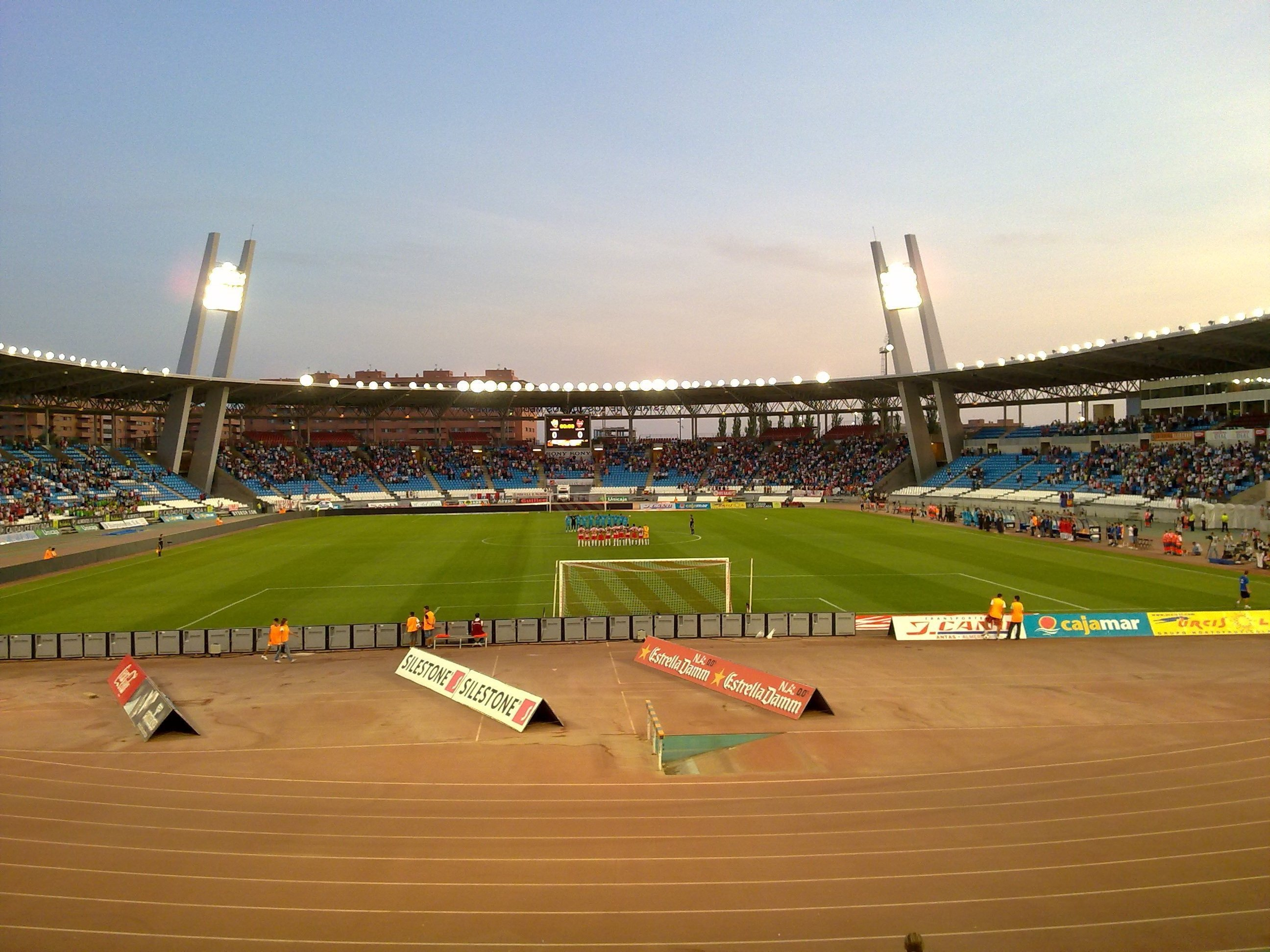
Góc nhìn từ khán đài phía bắc
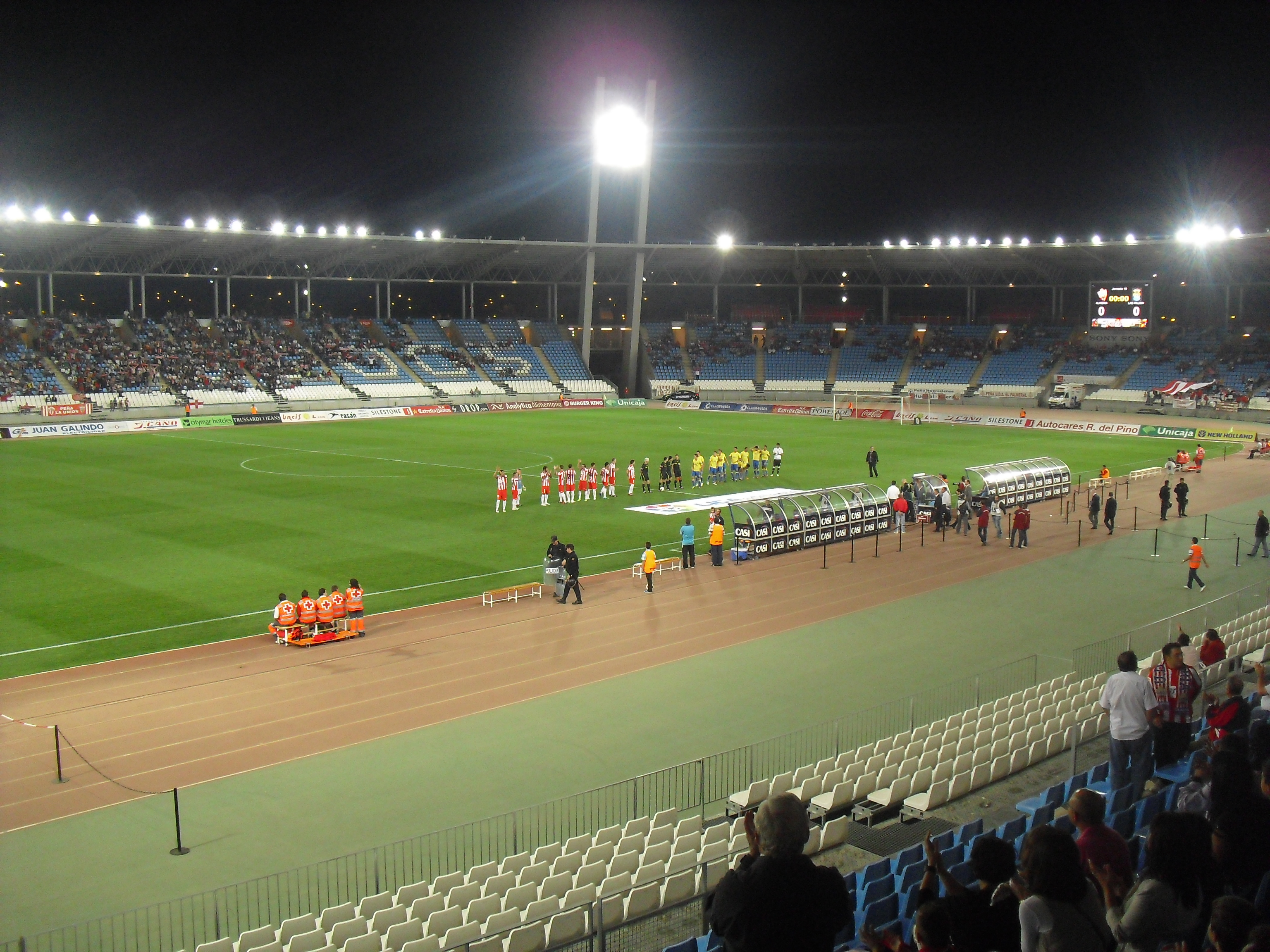
Almeria đấu với Las Palmas vào năm 2011
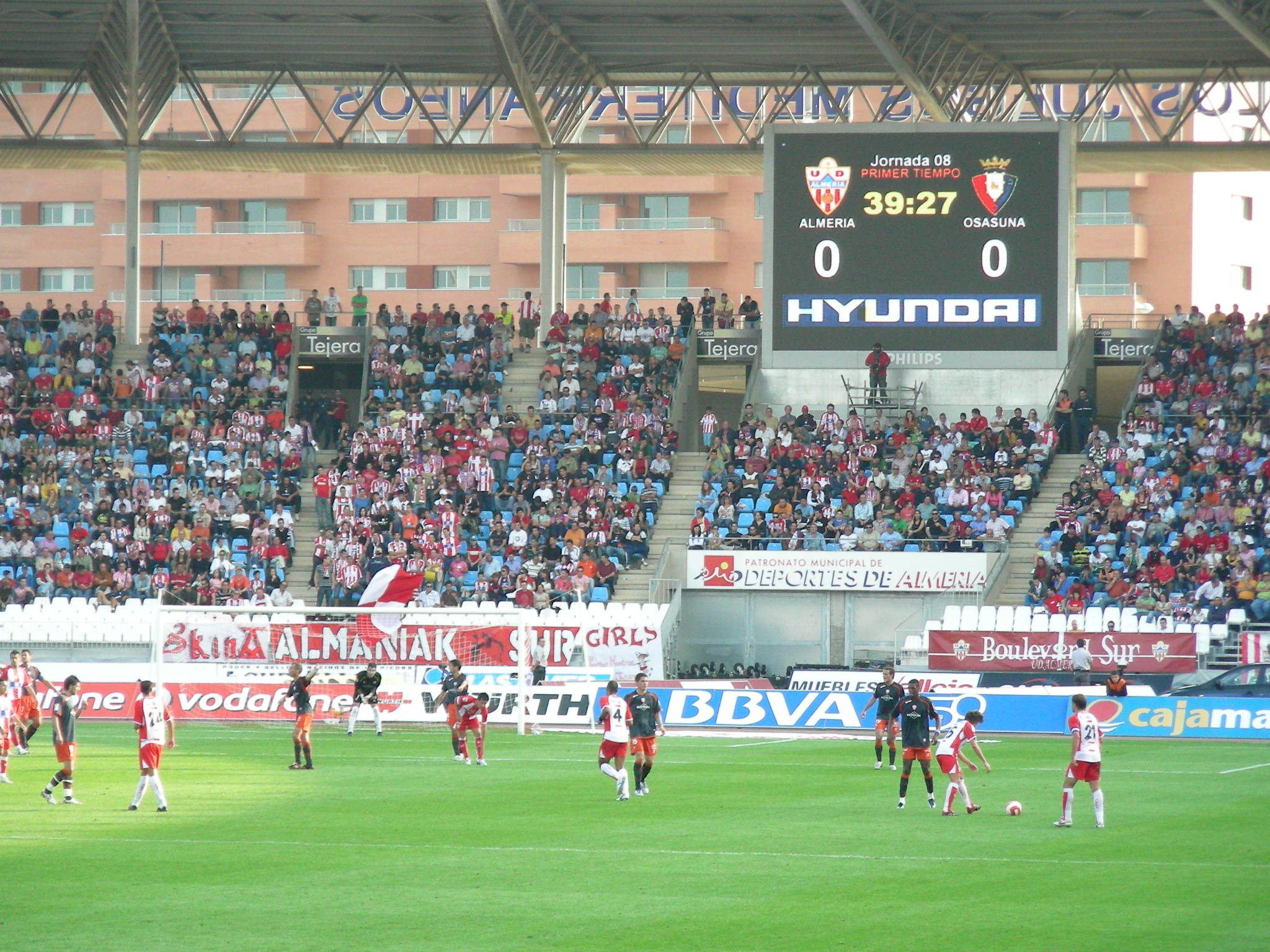
Trận Almeria đấu với Osasuna năm 2007
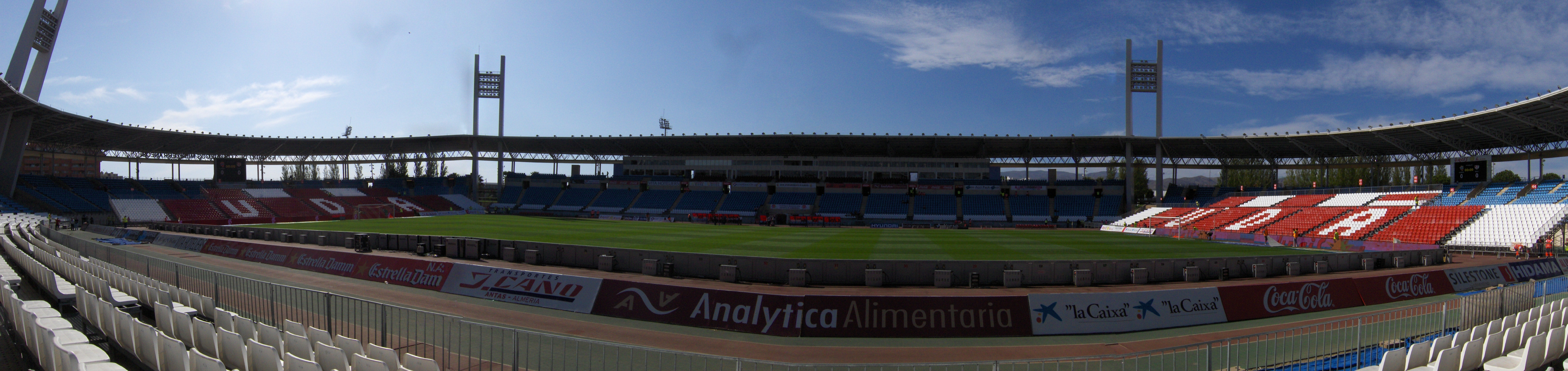
Sân vận động Đại hội Thể thao Địa Trung Hải vào năm 2013